# Shots Fired
Shots Fired (en castellà: Fuego abierto) és una sèrie dramàtica americana per a la televisió de deu parts llançada a l'antena per la Fox del 22 al 24 de maig de 2017.

## Trama
Després que un home blanc desarmat sigui mort en un control de trànsit per un agent de policia afroamericà, el Departament de Justícia obre una investigació. Mentre l'investigador i el fiscal especial, estudien el tiroteig, arriba al seu coneixement que la policia ignora l'assassinat d'un adolescent afroamericà.

## Repartiment principal
- Sanaa Lathan com a Ashe Akino, detectiu expert del DOJ
- Stephan James coma advocat Preston Terry del DOJ
- Helen Hunt com Patricia Eamons, governadora de Carolina del Nord
- Richard Dreyfuss com Arlen Cox, un agent immobiliari
- Stephen Moyer com a tinent Breeland
- Will Patton com Xèrif Daniel Platt
- Jill Hennessy com Alicia Carr, mare del jove mort per l'ajudant Beck
- DeWanda Wise com Shameeka Campbell, mare del noi de disset anys assassinat
- Conor Leslie com Sarah Ellis, assessora del governador
- Tristan Wilds com Joshua Beck, l'ajudant del xèrif[4]
- Clare-Hope Ashitey com Kerry Beck, muller de Joshua Beck l'ajudant del xèrif
- Aisha Hinds com Pastor Janae James

## Producció

### Desenvolupament
El 10 de desembre de 2015, Fox va anunciar que havia donat estatus de sèrie a Shots Fired. Gina Prince-Bythewood i Reggie Rock Bythewood va crear la sèrie com un drama que apunta a reflectir les tensions racials i els incidents amb morts per part de la policia que tendeixen a esperonar manifestacions i ultratges al llarg del país. Gina i Reggie serà productor executiu juntament amb Francie Calfo i Brian Grazer.

### Filmació
El març de 2016, els equips començaven a filmar la sèrie a Kannapolis, Carolina del Nord, continuant la feina en l'àrea al llarg de juliol. Filmacions van tenir lloc en Gastonia i Salisbury l'abril de 2016. El Palau de Justícia del Comtat esdevenia el Palau de Justícia del Comtat de Gate, i una furgoneta de notícies de WJZY real apareixia en una escena. Altres escenes van ser filmades en Concord, Mooresville i Charlotte. Al maig, la James B. Duke Memorial Library de la Johnson C. Smith University va aparèixer com la biblioteca de la Universitat Estatal de Carolina del Nord.

### Càsting
Desembre 2015: 
Sanaa Lathan com Ashe Akino.
Febrer 2016: 
DeWanda Wise com Shameeka Campbell i 
Conor Leslie com Sarah Ellis. Març 2016: 
Stephan James com Preston Terry
Tristan Wilds i Aisha Hinds com Agent Belk (Beck) i Pastor Janae James, respectivament; 
Helen Hunt, Richard Dreyfuss, i Stephen Moyer com Patricia Eamons, Arlen Cox, i Agent Breeland, respectivament; 
Patton com Xèrif Daniel Platt; 
Jill Hennessy com Alicia Carr; 
Clare-Hope Ashitey com Kerry Beck.

## Episodis
1. (Hour One: Pilot)
2. (Hour Two: Betrayal of Trust)
3. (Hour Three:Somebody's Son)
4. (Hour Four: Truth)
5. (Hour Five: Before the Storm)
6. (Hour Six: The Fire This Time)
7. (Hour Seven: The Content of Their Character)
8. (Hour Eight: Rock Bottom)
9. (Hour Nine: Come to Jesus)
10. (Hour Ten: Last Dance)